# Kościół Najświętszego Serca Pana Jezusa w Pogorzeli
Kościół Najświętszego Serca Pana Jezusa – rzymskokatolicki kościół parafialny w miejscowości Pogorzela (powiat brzeski, województwo opolskie). Świątynia należy do parafii Najświętszego Serca Pana Jezusa w Pogorzeli w dekanacie Brzeg południe, archidiecezji wrocławskiej. Dnia 10 stycznia 1964 roku, pod numerem 696/64 kościół został wpisany do rejestru zabytków nieruchomych województwa opolskiego.

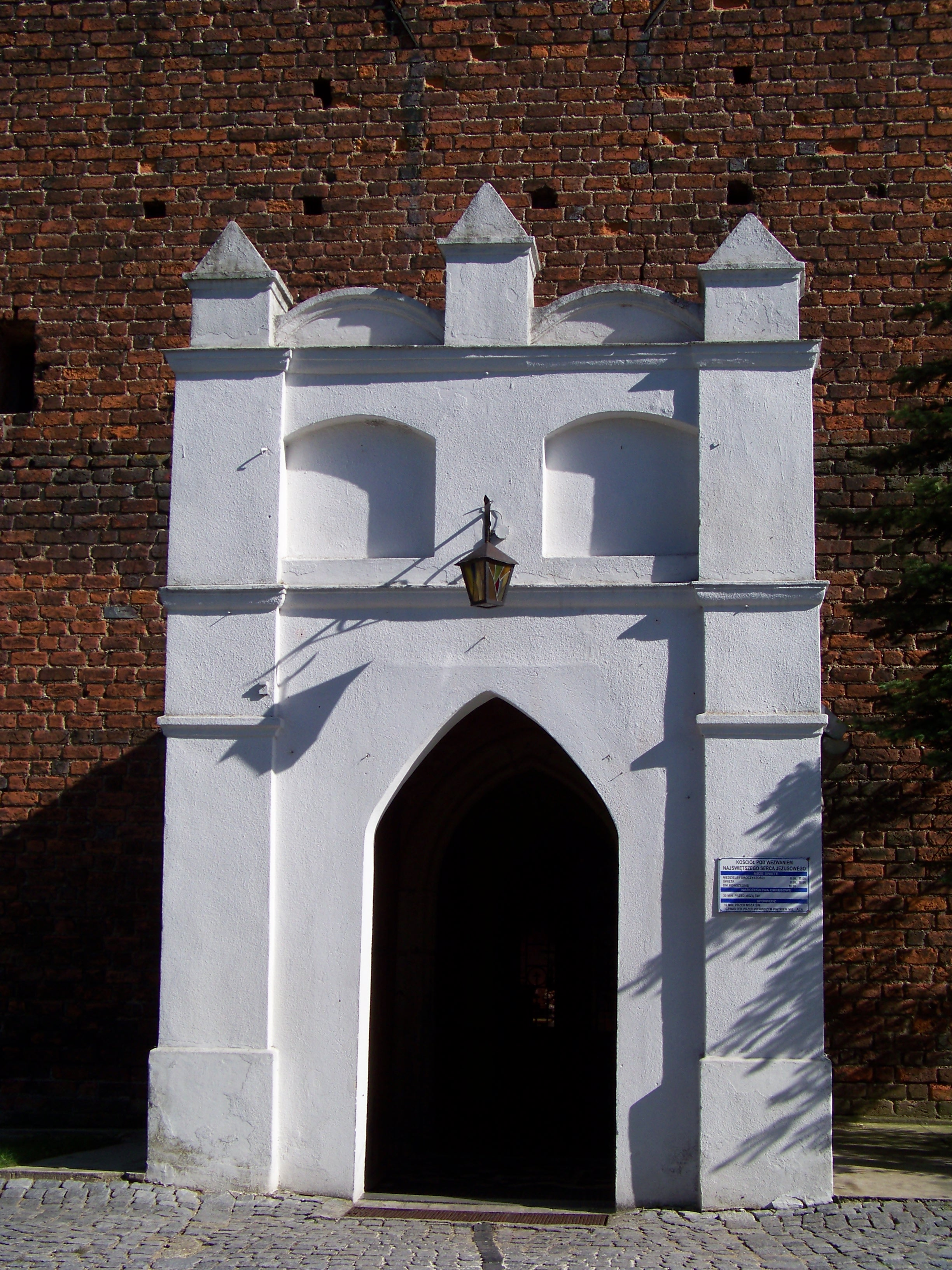
Wejście do świątyni

Kościół leży na Szlaku Polichromii Brzeskich (Szlak Polichromii Brzeskich to największe skupisko tego typu malowideł w Polsce. Zdobią one ściany, stropy i sklepienia kościołów w 18 miejscowościach położonych w okolicach Brzegu).

## Historia kościoła
Pierwsze informacje o kościele pochodzą z 1273 roku. W 1 poł. XIV wieku, w miejscu ówczesnej budowli sakralnej wybudowano nową, która zachowała do dnia dzisiajszego. Przez 400 lat, od 1545 do 1945 roku kościół należał do zboru ewangelickiego. Około 1600 roku dobudowano wieżę. Kruchty o neogotyckich wykończeniach dodano w 1830 i w 1850 roku. Kolejne prace budowlane pochodzą z 1870 roku. W 1964 roku zostały odkryte polichromie ścienne, których pochodzenie zostało oszacowane między 1 poł. XIV i pocz. XVI wieku. Przeprowadzone badania pod koniec XX wieku, wykazały, że polichromie znajdujące się w prezbiterium i kruchcie powstały po 1450 roku, a ich twórcą był Gregorros Alrat z Opola.

## Wnętrze i architektura kościoła

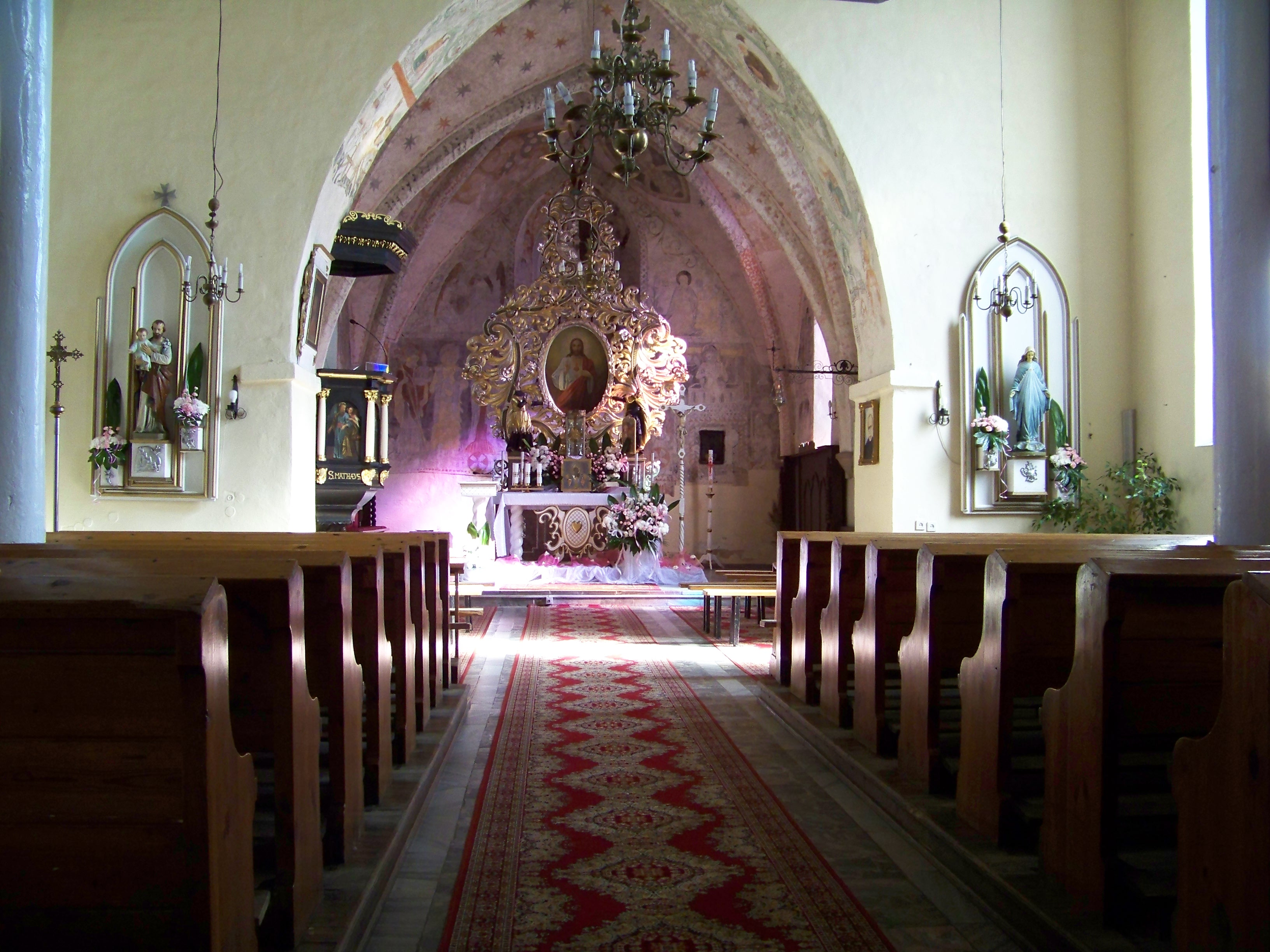
Wnętrze świątyni

Kościół został wybudowany z cegły w stylu gotyckim na planie prostokąta, całość okala mur wybudowany z kamienia polnego. Mury budowli wspierają przypory, w części zachodniej kościoła wznosi się wieża zakończona iglicą. Z wyjątkiem prezbiterium całość pokrywa dach dwuspadowy, natomiast prezbiterium pokrywa sklepienie krzyżowo-żebrowe, których żebra osadzone są na kamiennych konsolach. Chór muzyczny, pochodzący z 2 poł. XVII wieku oraz empora wsparte są na kolumnach. Barierę chóru uświetniają malowidła aniołów oraz króla Dawida. Polichromie pokrywają sklepienie oraz prezbiterium, przedstawiają one:
- Chrystusa Pantokratora,
- koronację Najświętszej Maryi Panny,
- ewangelistów,
- zwiastowanie Najświętszej Maryi Panny,
- Nawiedzenie Najświętszej Maryi Panny,
- św. Barbarę,
- św. Jadwigę,
- błogosławionego Przecława,
- św. Jana Chrzciciela,
- św. Jana Ewangelistę,
- Chrystusa błogosławiącego kulę ziemską,
- zwiastowanie św. Anny,
- ofiarowanie Najświętszej Maryi Panny,
- Boże Narodzenie,
- Rzeź niewiniątek, Przemienienie Pańskie i Ukrzyżowanie Jezusa Chrystusa,
- św. Grzegorza,
- św. Jerzego.

Wśród wyposażenia na uwagę zasługują m.in.: 
- średniowieczna chrzcielnica,
- predella – pozostałość późnogotyckiego tryptyku pochodząca z około 1500 roku z namalowanymi Chrystusem Boleściwym, Matką Bożą Bolesną i św. Janem Ewangelistą,
- barokowa ambona z 1681,
- ołtarz główny z 1724,
- manierystyczne kamienne epitafia architektoniczne, które zostały rozbudowane przez Hansa von Panwitz,
- płyta przedstawiającą żonę Hansa, Krysoldę von Pogarell.

W 2008 roku epitafia zostały poddane konserwacji.